# Миљко Радоњић
Михајло Миљко Радоњић (село Горњи Бранетићи, Рудничка нахија, 1770 – Измаил, 17. децембар 1836) био је писар у Савету (влади) 1808, професор историје и немачког на Великој школи од 1809, саветник и министар иностраних дела од 4. фебруара 1811. до 25. децембра 1812.
После слома Првог српског устанка 1813. одлази у Трст и до 1823. ради као учитељ српске деце. После Трста одлази у Влашку (Румунија) и бави се трговином. Радоњић је био први министар иностраних дела у модерној историји српске државности. Постављен је на ту дужност када је претходно именовани Миленко Стојковић (од 11. јануара 1811) одбио да уђе у Савет и прихвати дужност министра.

## Прва забрањена књига у Срба
Године 1815. у Венецији је штампана Радоњићева књига под називом СEРБIЕ ПЛАЧЕВНО ПАКИПОРАБОЩЕНIЕ ЛЪТА 1813. ЗАШТО И КАКО?. Њен издавач и продавац био је Павле Соларић, познати књижевник и цензор за словенске књиге.
Текст је писан црквенословенским језиком, у виду дијалога поробљене мати Србије и њеног јединог сина Србина. У њему се излажу узроци пропасти Карађорђевог устанка и невоље које је Србија имала са великим силама. На једном месту, мати заклиње сина својим млеком да објави свету ову издају. Радоњић је ту објаснио да су за српску несрећу криви београдски митрополит Леонтије и руски конзул Родофиникин, оба пореклом Грци, као и Родофиникинов наследник Недоба. Уз помоћ вождовог писара Јанићија, који је означен као сукривац, искористили су Србе и њихов устанак искључиво у своју корист и тако узроковали пропаст Србије. Најзад, износи се нада да ће се руски цар Александар и прави Руси заузети за Србију и спасити је. То је заправо и тежња овог списа.
Чим се појавила, књига је проузроковала велику пометњу и интервенцију руског посланика у Бечу. Како су тада биле у пријатељским односима са Русијом аустријске власти су је одмах забраниле. Иако забрањена, она је ипак продрла у јавност и учинила јак утисак. По својој садржини и значају спис је представљао политички памфлет са чисто националном садржином и тежњом.
У јулу 2008. године ова књига је доспела у руке Музеја рудничко-таковског краја након што ју је општина Горњи Милановац откупила од Срђана Стојанчева, председника Српског библиофилског друштва. Тада још увек није било утврђено ко је аутор. Уследила је музеолошка и конзерваторска обрада, након чега је ова књига уврштена у сталну поставку Музеја Другог српског устанка у Такову.
Горњомилановачка музејска установа је а у сарадњи са Јавним предузећем „Службени гласник” из Београда припремила и критичко издање ове књиге, па је у ту сврху урађен превод оригиналног текста на савремен српски језик. Комплетан посао завршен је октобра 2009. године, када је под насловом СРБИЈЕ ЖАЛОСНО ПОНОВНО ПОРОБЉЕЊЕ 1813. ГОДИНЕ: ЗАШТО И КАКО? објављена модерна верзија књиге.